# Vil·la d'Este (Cernobbio)

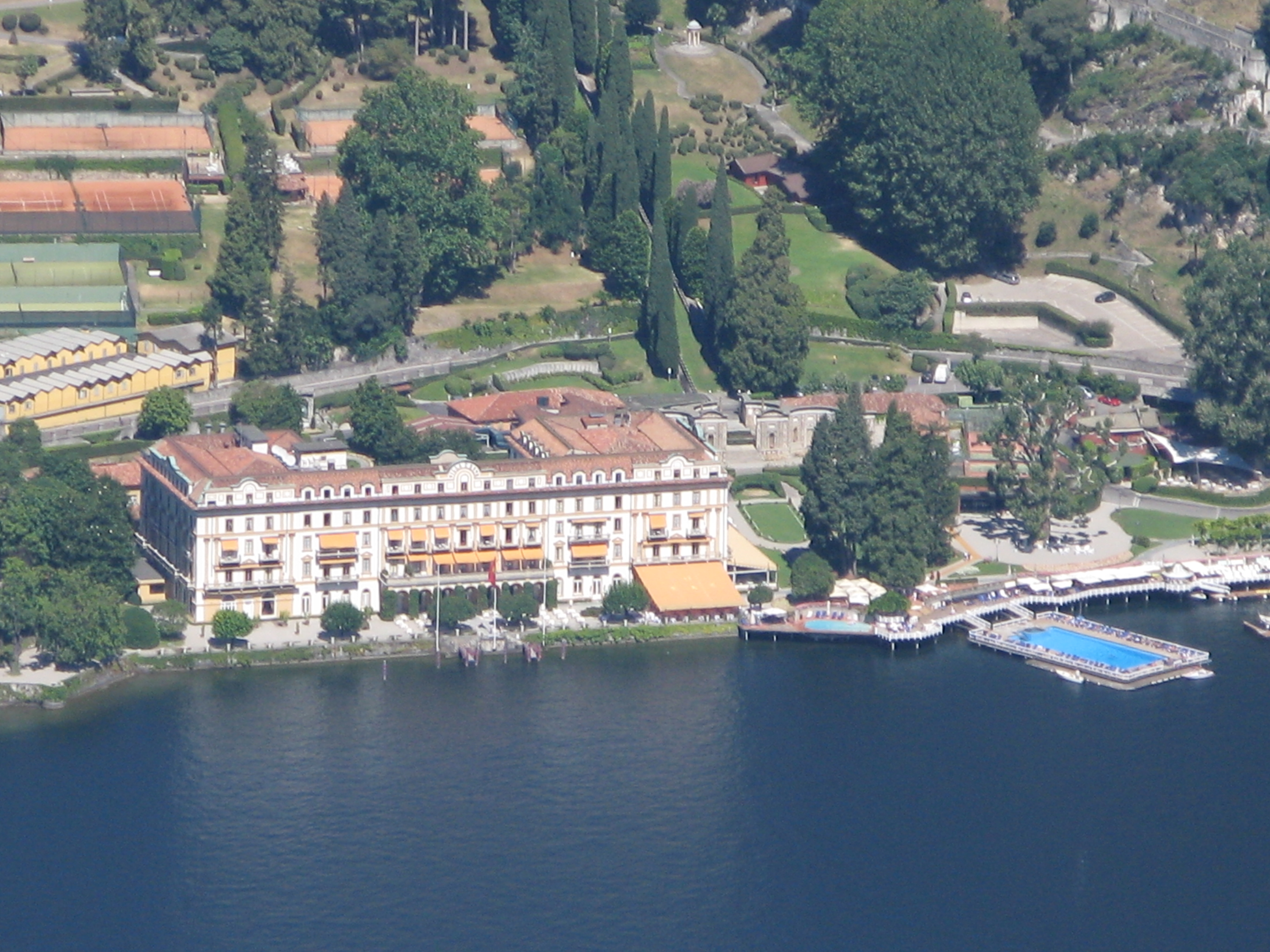
Vil·la d'Este

La Vil·la d'Este, originalment anomenada Vil·la del Garovo, és una residència noble d'època renaixentista situada al municipi de Cernobbio, a la vora del llac de Como, al nord d'Itàlia. Tant la vil·la, com el parc de 100.000 m²(25 acres) que l'envolta, han tingut canvis significatius des que van ser creats al segle xvi, quan només era una residència d'estiu per al cardenal de Como. Això no obstant, quan el 1903 la periodista Edith Wharton va visitar el lloc, va publicar a la revista Century Magazine, que era "l'únic jardí de Como que encara mantenia un fragment de la seva arquitectura original […] la reina Carolina li havia donat un aire anglès a una part dels jardins, però la línia renaixentista escara persisteix".
Des del 1873 el complex va passar a ser un hotel de luxe.

## Història de l'edifici
Gerardo Landriani, bisbe de Como (1437–1445), va fundar un convent de monges a la boca del torrent de Garovo el 1442. Un segle després el cardenal Tolomeo Gallio,fill d'un ric mercader del negoci de la seda, va fer enderrocar l'edifici i va encomanar a l'arquitecte Pellegrino Tibaldi que li dissenyés una residencia per a ús particular. La Vil·la del Garovo i els seus jardins de luxe van ser construïts durant els anys 1565-1570 i, en vida d'aquest cardenal, va ser un lloc on es van hostatjar polítics, intel·lectuals i eclesiàstics. A la mort de Gallio la vil·la va passar en herència a membres de la seva família, els quals amb el pas dels anys la van tenir mig abandonada i en desús fins a ser un edifici decadent que no tenia res a veure amb l'esplendor inicial. Entre el 1749 i el 1769 un jesuïta la va fer servir com a centre d'exercicis espirituals. Després fou adquirida pel comte Mario Odescalchi i el 1778 fou venuda al comte Marliani. El 1784 va passar a la família milanesa dels Calderari, els quals van emprendre una gran restauració i van reformar el parc a l'estil italià d'aquell moment, projectant un impressionant nimfeu i un temple amb funció només decorativa en què van ficar una estàtua d'Hèrcules que representava el mític heroi lluitant contra Licas al mar. En morir el marquès de Calderari, la seva esposa Vittoria Peluso, que havia estat ballarina del teatre La Scala i era coneguda pel sobrenom de la Pelusina, es va tornar a casar amb un general de Napoleó, el comte Domenico Pino. Vittoria va fer construir una petita fortalesa al parc de la vil·la, en honor del seu marit.
El 1815 va esdevenir la residència de Carolina de Brunswick, on va anar a oblidar-se del seu desgraciat matrimoni amb el qui seria rei d'Anglaterra Jordi IV. "Els jardins semblen gairebé penjats en l'aire", va escriure al seu diari personal, "i formen una escena encisadora." La princesa va canviar el nom pel de Nuova Villa d'Este i va fer algunes transformacions al paisatge del parc, conferint-li un estil anglès.
El 1873 va ser lleugerament transformat per esdevenir un hotel adreçat a membres de la noblesa, i es va dir Vil·la d'Este, nom que resultava conegut als clients, ja que hi havia una altra Villa d'Este més famosa a Itàlia, al municipi de Tívoli, a prop de Roma. El 1948 s'hi va celebrar un sopar per commemorar l'assassinat de l'empresari Carlo Sacchi, el qual va morir pel tret de la seva estimada la comtessa Pia Bellentani, la qual va fer servir la pistola automàtica del seu marit.

## En l'actualitat
En l'actualitat segueix sent un hotel de luxe, les seves habitacions tenen un preu que volta els 1000 € (1400$) per nit, i les estances anomenades suite 3.500 € (5.000$), també es fa servir com a centre de congressos.
Pel juny del 2009, la revista Forbes el va catalogar com a millor hotel del món mentre que el 2008 havia estat proposat el número 15 dels millors hotels d'Europa i la posició 69 en la llista mundial de la revista Travel + Leisure.
Cada any al mes d'abril, es fa en aquest hotel un concurs automobilístic de carrosseria vintage anomenat Concurs d'Elegància. El primer Concorso d'Eleganza Villa d'Este es va realitzar el 1928. Un altre esdeveniment social important és l'Ambrosetti Forum, que es fa anualment al setembre, una tradició que va començar el 1975 i aplega figures prominents de l'àmbit de la política, les finances i els negocis.